# Valchiavenna
La Valchiavenna est une région alpine située au nord du lac de Côme dans la province de Sondrio (Lombardie). Elle est traversée par les rivières Mera et Liro, et peut être divisée en trois parties à partir de la confluence de ces deux rivières près de Chiavenna, la principale ville de la région.

## Géographie
La partie inférieure, la Bassa Valchiavenna, suit le cours aval de la rivière Mera du Piano di Chiavenna au lac de Mezzola, et se poursuit par le Pian di Spagna jusqu'à Trivio di Fuentes près de Colico. Son territoire se trouve dans les municipalités de Mese, Prata Camportaccio, Gordona, Samolaco, Novate Mezzola et Verceia.
La partie nord est constituée par le val Spluga et la vallée de la rivière Liro qui mène au col du Splügen, à la frontière avec la Suisse et comprend les municipalités de San Giacomo Filippo, Madesimo, et Campodolcino.
La troisième subdivision de la Valchiavenna est la partie italienne (communes de Villa di Chiavenna et Piuro) du val Bregaglia, qui est la partie supérieure de la vallée de la Mera qui monte à l'est vers le col de la Maloja.

## Administration
La Comunità Montana della Valchiavenna, qui coïncide approximativement avec la Valchiavenna, comprend les treize municipalités de Campodolcino, Chiavenna, Gordona, Madesimo, Menarola, Mese, Novate Mezzola, Piuro, Prata Camportaccio, Samolaco, San Giacomo Filippo, Verceia et Villa di Chiavenna.